# 封裝體系
封裝體系（英語：System in Package, SiP），為一種積體電路（IC）封裝的概念，是將一個系統或子系統的全部或大部份電子功能配置在整合型基板內，而晶片以2D、3D的方式接合到整合型基板的封裝方式。
SiP不僅可以組裝多個晶片，還可以作為一個專門的處理器、DRAM、快閃記憶體與被動元件結合電阻器和電容器、連接器、天線等，全部安裝在同一基板上。這意味著，SiP可以利用封装技术将来自不同晶圆厂、晶圆尺寸和特征尺寸不同的不同功能的芯片集成到系统或子系统中，而不是在芯片级别使用更细的特征尺寸集成大部分功能。在实际应用大小不同的芯片中，大芯片可以是应用处理器（AP），而小芯片可以是存储器。

## 優勢
- SiP較单片系统(SoC)降低系統成本，顯著減小封裝體積、重量，還可以降低功耗。
- 集成是“超越摩尔定律”的一个关键方面，而SiP能在不单纯依赖半导体工艺缩放的情况下，实现更高的集成度。[2]

## 難度
- 在SiP封装技术中，一个封装体里面可能有几十颗裸芯片，當中一个裸芯片坏了就會浪費整個封装体里面其他的裸芯片。[2]
- 厂商需要围绕SiP需求布置产线，或对原有的机台配比进行调整，并保证机台的利用效率。[2]

## 技術
SiP芯片可以垂直堆叠或水平平铺，采用诸如芯粒或绗缝封装等技术。SiP将芯片与标准的芯片引线或焊料凸点连接起来，与稍微密集的三维芯片不同，后者通过硅通孔连接叠放的硅芯片。已经开发了许多不同的三维封装技术，用于将许多相当标准的芯片叠放在紧凑的区域内。
SiP可以包含多个芯片或芯片——如专用处理器、DRAM、闪存、被动元件搭配电阻器和电容器，都安装在同一基板上。这意味着可以在单个封装中构建完整的功能单元，因此几乎不需要添加外部元件就可以使其工作。这在像MP3和手机等空间受限环境中尤其有价值，因为它减少了印刷电路板和整体设计的复杂性。尽管具有这些优点，这种技术会降低制造良率，因为封装中的任何有缺陷的芯片都将导致封装的集成电路无法正常工作，即使该封装中的所有其他模块都是正常的。
与常见的SoC（片上系统）集成电路架构相比，SiP正好相反，后者根据功能将组件集成到单个电路芯片中。SoC通常会集成CPU、图形和内存接口、硬盘和USB连接、随机访问和只读存储器以及辅助存储和/或其控制器在一个芯片上。相比之下，SiP会将这些模块连接为一个或多个芯片封装或芯片。SiP类似于常见的基于传统主板的PC架构，因为它根据功能将组件分开并通过中央接口电路板连接起来。与SoC相比，SiP的集成程度较低。混合集成电路与SiP有些相似，但它们往往使用较旧或不那么先进的技术（往往使用单层电路板或基板，不使用芯片叠放，不使用倒晶封装或BGA连接组件或芯片，仅使用线键连接芯片或小轮廓集成电路封装，使用双列直插封装或单列直插封装来与混合集成电路外部连接，而不是BGA等）。
SiP技术主要受到可穿戴设备、移动设备和物联网等早期市场趋势的推动，这些市场并不像已建立的消费者和商业SoC市场那样需要大量生产的单位。随着物联网变得更加真实而非虚构，SoC和SiP级别的创新正在进行，以便将微机电（MEMS）传感器集成到单独的芯片上并控制连接性。
SiP解决方案可能需要多种封装技术，例如倒晶封装、线键连接、晶圆级封装等。

## 中國大陸的發展
虽然中国大陆封测产业的市场占比已经达到 28%，且有长电科技、通富微电子、华天科技三家营收跻身全球前十的封测企业。但在中高端市场，中国封装企业市占比及掌握的技術都有待提升。

## 相关
- 集成电路封装
- 单片系统（SoC）
- 晶片尺寸封裝（Chip Scale Package）
- 覆晶技術（Flip chip）
- 3D封装
- 多晶片模組（Multi-chip Module；MCM）
- 多晶片封裝（Multi-chip Package；MCP）
- 晶片堆疊（Stack Die）
- 層疊式封裝（Package on Package）
- Package in Package
- 內埋元件基板（Embedded Substrate）